# Jablonové (okres Bytča)
Jablonové je obec na Slovensku v okrese Bytča v Žilinském kraji. Žije v ní 895 obyvatel.

## Historie
První písemná zmínka o vesnici pochází z roku 1268.

## Přírodní poměry
Obec se nachází v nadmořské výšce 347 metrů a rozkládá se na ploše 4,228 km². Do katastrálního území obce zasahuje část národní přírodní rezervace Súľovské skály.